# Beatrice Cenci (film 1926)
Beatrice Cenci è un film muto italiano del 1926 diretto da Baldassarre Negroni.

## Trama
Per impedirle di sposarsi, Beatrice Cenci viene segregata dal padre, il conte Francesco Cenci, un uomo violento e dissoluto, a Petrella Salto in un piccolo castello denominato La rocca. Con la complicità del castellano Olimpio Calvetti, divenuto suo amante, Beatrice si vuole vendicare di quella forzata prigionia ma soprattutto per tutte le angherie e le insidie del padre che in gioventù fu costretta a subire. Con l'aiuto della matrigna Lucrezia e dei propri fratelli Giacomo e Bernardo, induce Olimpio ad uccidere il padre nel sonno, facendolo poi precipitare da un balcone, perché si creda ad una disgrazia. Scoperti e processati, i colpevoli si difendono affermando che Francesco era stato ucciso per aver stuprato la figlia Beatrice, nel frattempo divenuta madre. Ma Papa Clemente VIII, inesorabilmente, infligge condanne terribili: lo squartamento per Giacomo, la decapitazione per Beatrice e Lucrezia, l'ergastolo per il giovane Bernardo.

## Produzione
La sceneggiatura del film ripercorre le vicende, tra storia e leggenda, della vita di Beatrice Cenci.
Il personaggio di Beatrice, già assurto ad eroina popolare e più volte ispirazione per opere sia figurative che letterarie che, è di particolare interesse anche per il cinema, e più volte lo ha portato sullo schermo. Lo stesso regista, Baldassarre Negroni, ne aveva già firmata una versione nel 1913, mentre Maria Jacobini aveva già interpretato la nobildonna romana in uno dei suoi primi film.
Questa versione muta, in cui la parte del giovane Bernardo Cenci è interpretata dall'attrice Lillian Lyl, ed è conosciuta all'estero anche con il titolo The Tragic Hour, ottenne il visto censura n. 23134 il 30 novembre 1926. Nel luglio del 1930 la pellicola venne anche sonorizzata.

## Critica

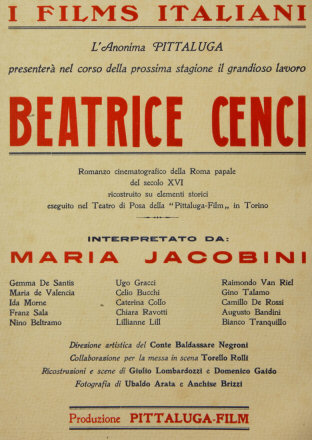
La locandina del film.

- Don Carlo Canziani in Rivista del cinematografo del gennaio 1927: «[...] Secondo noi, in argomenti storici, dopo che la verità sia stata messa in luce completa, come nel caso della famiglia di criminali che fu la Cenci, il romanzo non dovrebbe essere più consentito, se non come sviluppo della realtà. Invece, questa Beatrice Cenci di Luciano Doria è una imbastitura tutta fantastica e nociva all'educazione del pubblico, in quanto tende ad idealizzare una figura che non è più lecito considerare come una vittima. Certo, nel suo canovaccio di trovate più o meno abili, l'autore ha potuto ricamare alcune belle scene: il panorama abruzzese, l'inondazione di Roma, il supplizio di Beatrice, ma altre, come quelle a sfondo vaticano, sono mancate; e peggio è a dirsi delle rappresentazioni orgiastiche che sono di maniera tutta moderna a tipo "tabarin" o "moulin rouge", a meno che non vi si voglia scoprire un sapore di epoca neroniana... [...] moralmente, il film è di quelli che meritano di essere sconsigliati ».
- Anonimo in Le Courrier Cinématographique del 28 aprile 1928: «[...] si tratta, in fondo, di una cupa vicenda, rivestita da una successione di quadri in cui l'architettura ed i costumi fanno rivivere un'epoca ed un paese abbaglianti ed insieme misteriosi. [...] Si deve lamentare la rapidità un po' eccessiva con cui le scene si succedono [...] ».
- Adriano Giovannetti da Figure mute pubblicato nel 1929: «[...] Beatrice Cenci, edito dalla Pittaluga, fu un film dignitoso, ma la Jacobini non riuscì ad infilarsi nei panni della figlia del dissoluto Francesco. L'autore del soggetto ci presentò una Beatrice punto fiera, punto orgogliosa ed irascibile, quale si vuole essa sia stata in elletto, pur nondimeno l'interprete non potette immedesimarvisi. Perché? Perché certi personaggi non si confanno alla sensibilità della Jacobini, inclinata essenzialmente per il dramma moderno e borghese. Fu un errore, dunque, sceglierla per incarnare la protagonista della torbida vicenda pseudo storica. Ricordiamo, tra l'altro, quel quadro in cui Beatrice, per proteggere il fratellino, punta la spada contro il petto del padre, e questi esclama, a un dipresso: "Codesto tuo gesto, Beatrice, rivela che appartieni veramente alla mia razza!". Ahimè, Beatrice reggeva la spada con la stessa delicatezza con cui si regge un bastoncino da passeggio e la sua fierezza era piuttosto il portato dell'allucinazione paterna. E nemmeno quando le trafugarono il bimbo, nato da un amore contrastato dal bieco genitore, la Jacobini, che in tali scene è maestra, riuscì a suscitare la nostra commozione. Ebbimo l'impressione che la parte le pesasse come una cappa di piombo, come un fastidio, come un increscioso incerto... del mestiere. Non si può pretendere che un'artista pieghi il suo spirito ad interpretazioni nettamente refrattarie al suo temperamento [...] ».

### Opere cinematografiche su Beatrice Cenci
- Beatrice Cenci, di Mario Caserini (1909)
- Beatrice Cenci, di Ugo Falena (1910)
- Beatrice Cenci, di Baldassarre Negroni (1913)
- Beatrice Cenci, di Baldassarre Negroni (1926)
- Beatrice Cenci, di Guido Brignone (1941)
- Beatrice Cenci, di Riccardo Freda (1956)
- Beatrice Cenci, di Lucio Fulci (1969)